# Wärmedurchlasswiderstand
Der Wärmedurchlasswiderstand R (früher {\displaystyle 1/\Lambda }) ist der Widerstand, den ein homogenes Bauteil oder bei mehrschichtigen Bauteilen eine homogene Bauteilschicht dem Wärmestrom bei einer Temperaturdifferenz von 1 Kelvin auf einer Fläche von 1 m² zwischen seinen Oberflächen entgegensetzt. Er ist der Kehrwert des Wärmedurchlasskoeffizienten (Wärmedurchlasszahl).

## Definition
Der Wärmedurchlasswiderstand charakterisiert das Verhältnis der Dicke zur Wärmeleitfähigkeit eines Bauteils und ist definiert als Kehrwert des Wärmedurchlasskoeffizienten. Je höher der Wärmedurchlasswiderstand, desto besser ist die Wärmedämmeigenschaft des Bauteils oder einer Schicht.

## Berechnung
Der Wärmedurchlasswiderstand errechnet sich aus dem Quotienten der Dicke d und der Wärmeleitfähigkeit (Wärmeleitzahl) {\displaystyle \lambda } des Materials eines homogenen Bauteils. Bei Bauteilen aus mehreren homogenen Schichten addieren sich deren Einzelwiderstände.
{\displaystyle R={\frac {d}{\lambda }}} bzw. {\displaystyle R={\frac {d_{1}}{\lambda _{1}}}+{\frac {d_{2}}{\lambda _{2}}}+\ldots +{\frac {d_{n}}{\lambda _{n}}}=\sum \left({\frac {d}{\lambda }}\right)}
Die Maßeinheit hierfür ist (m²·K)/W
Für nicht homogene Bauteile wird auf Ebene des Wärmedurchgangswiderstandes ein Näherungsverfahren (Mittelwertbildung aus einem oberen und einem unteren Grenzwert) angewendet. Dieses beachtet die Wärmeleitungen an den Baustoffgrenzen und ermöglicht eine ausreichend genaue Ermittlung des sich über das Gesamtbauteil einstellenden Wärmedurchlasswiderstandes. Genormt ist das Berechnungsverfahren in ISO 6946:2018-03 Abschnitt 6.7.2

## Anwendung
In der Norm DIN 4108 und Gesetzgebung zum Wärmeschutz sind zum einen Anforderungen bezüglich des Wärmedurchlasswiderstandes für einzelne Bauteile vorgegeben; zum anderen fließt er in die Berechnung des U-Wertes (früher: k-Wert) der Gebäudehüllflächen ein, mit dem der Energiebedarf eines Gebäudes errechnet werden kann.

## Wärmedurchlasskoeffizient
Der Wärmedurchlasskoeffizient, auch Wärmedurchlasszahl, (nach DIN 4108-1: {\displaystyle \Lambda }, heute ohne Formelzeichen) ist der Kehrwert des Wärmedurchlasswiderstands. Der Wärmedurchlasskoeffizient ergibt sich aus der stoffbezogenen Wärmeleitfähigkeit {\displaystyle \lambda } welche durch die entsprechende Schichtdicke d des Materials geteilt wird.
{\displaystyle \Lambda ={\frac {1}{R}}={\frac {\lambda }{d}}}
Die Maßeinheit hierfür ist W/(m²·K)
Der Wärmedurchlasskoeffizient gibt die Wärmemenge in Joule je Sekunde (J/s) – das ist die Wärmeleistung in Watt – an, welche durch 1 m² eines Stoffes mit einer bestimmten Dicke (d) hindurchgeht, wenn der Temperaturunterschied der beiden Oberflächen 1 Kelvin beträgt. Je höher der Wärmedurchlasskoeffizient, desto schlechter ist die Wärmedämmeigenschaft der Schicht.

### Herleitung des Wärmedurchlasskoeffizienten
Der Wärmedurchlasskoeffizient kann über die Integration der Differenzialgleichungen der Wärmestromdichte {\displaystyle q}
{\displaystyle q=-\lambda {\frac {\mathrm {d} \theta }{\mathrm {d} x}}\quad {\text{und}}\quad {\frac {\mathrm {d} ^{2}\theta }{\mathrm {d} x^{2}}}=0}
zu {\displaystyle q\cdot x=-\lambda \cdot \theta +C} ({\displaystyle C} ist hier Integrationskonstante)
und weiter zu
{\displaystyle q={\frac {\lambda }{d}}\left(\theta _{1}-\theta _{2}\right)} mit {\displaystyle \Delta \theta =1}
hergeleitet werden. Der Wärmedurchlasskoeffizient ist gleich der Wärmestromdichte q für eine Temperaturdifferenz von 1k zwischen den Bauteiloberflächen und damit ein Maß für den Durchgang von Wärme durch eine homogene Materialschicht bestimmter Stärke, wenn beide Seiten eine Temperaturdifferenz von 1 Kelvin aufweisen. Der Wärmedurchlasskoeffizient in W/(m²·K) ist ein spezifischer Kennwert eines Materials einer bestimmten Dicke d.

## Durchlasswiderstand und Durchgangswiderstand
Die Addition der gesamten Wärmedurchlasswiderstände von Stoffschichten eines Bauteils und der Wärmeübergangswiderstände (beide Außenseiten) ergibt den Wärmedurchgangswiderstand (Gesamtwiderstand der Wärmewanderung von einer zur anderen Seite).
Wärmedurchgangswiderstand = Wärmedurchlasswiderstände + Wärmeübergangswiderstände.

## Normen
- EN ISO 6946 Bauteile – Wärmedurchlaßwiderstand und Wärmedurchgangskoeffizient – Berechnungsverfahren
- EN ISO 7345, als DIN :2018-07 Wärmeverhalten von Gebäuden und Baustoffen – Physikalische Größen und Definitionen
- EN ISO 9346 Wärme- und feuchtetechnisches Verhalten von Gebäuden und Baustoffen – Physikalische Größen für den Stofftransport – Begriffe